# Gran Premio de España de Motociclismo de 2021
El Gran Premio de España de Motociclismo de 2021 (oficialmente Gran Premio Red Bull de España) fue la cuarta prueba del Campeonato del Mundo de Motociclismo de 2021. Tuvo lugar el fin de semana del 30 de abril al 2 de mayo de 2021 en el Circuito de Jerez - Ángel Nieto, situado en la ciudad andaluza de Jerez de la Frontera, España.
La carrera de MotoGP fue ganada por Jack Miller, seguido de Francesco Bagnaia y Franco Morbidelli. Fabio Di Giannantonio fue el ganador de la carrera de Moto2, Marco Bezzecchi segundo y Sam Lowes tercero. La carrera de Moto3 fue ganada por Pedro Acosta, seguido de Romano Fenati y Jeremy Alcoba. Alessandro Zaccone ganó la carrera de MotoE seguido de Dominique Aegerter y Jordi Torres.

## Resultados

### Resultados MotoGP
| Pos.    | N.º | Piloto            | Equipo                       | Constructor | Vueltas | Tiempo    | Parrilla | Puntos |
| ------- | --- | ----------------- | ---------------------------- | ----------- | ------- | --------- | -------- | ------ |
| 1       | 43  | Jack Miller       | Ducati Lenovo Team           | Ducati      | 25      | 41:05.602 | 3        | 25     |
| 2       | 63  | Francesco Bagnaia | Ducati Lenovo Team           | Ducati      | 25      | +1.912    | 4        | 20     |
| 3       | 21  | Franco Morbidelli | Petronas Yamaha SRT          | Yamaha      | 25      | +2.516    | 2        | 16     |
| 4       | 30  | Takaaki Nakagami  | LCR Honda CASTROL            | Honda       | 25      | +3.206    | 5        | 13     |
| 5       | 36  | Joan Mir          | Team SUZUKI ECSTAR           | Suzuki      | 25      | +4.256    | 10       | 11     |
| 6       | 41  | Aleix Espargaró   | Aprilia Racing Team Gresini  | Aprilia     | 25      | +5.164    | 8        | 10     |
| 7       | 12  | Maverick Viñales  | Monster Energy Yamaha MotoGP | Yamaha      | 25      | +5.651    | 7        | 9      |
| 8       | 5   | Johann Zarco      | Pramac Racing                | Ducati      | 25      | +7.161    | 6        | 8      |
| 9       | 93  | Marc Márquez      | Repsol Honda Team            | Honda       | 25      | +10.494   | 14       | 7      |
| 10      | 44  | Pol Espargaró     | Repsol Honda Team            | Honda       | 25      | +11.776   | 13       | 6      |
| 11      | 88  | Miguel Oliveira   | Red Bull KTM Factory Racing  | KTM         | 25      | +14.766   | 16       | 5      |
| 12      | 6   | Stefan Bradl      | Honda HRC                    | Honda       | 25      | +17.243   | 12       | 4      |
| 13      | 20  | Fabio Quartararo  | Monster Energy Yamaha MotoGP | Yamaha      | 25      | +18.907   | 1        | 3      |
| 14      | 9   | Danilo Petrucci   | Tech3 KTM Factory Racing     | KTM         | 25      | +20.095   | 19       | 2      |
| 15      | 10  | Luca Marini       | SKY VR46 Avintia             | Ducati      | 25      | +20.922   | 18       | 1      |
| 16      | 46  | Valentino Rossi   | Petronas Yamaha SRT          | Yamaha      | 25      | +22.731   | 17       |        |
| 17      | 27  | Iker Lecuona      | Tech3 KTM Factory Racing     | KTM         | 25      | +23.277   | 21       |        |
| 18      | 53  | Tito Rabat        | Pramac Racing                | Ducati      | 25      | +30.314   | 23       |        |
| 19      | 32  | Lorenzo Savadori  | Aprilia Racing Team Gresini  | Aprilia     | 25      | +37.912   | 22       |        |
| 20      | 42  | Álex Rins         | Team SUZUKI ECSTAR           | Suzuki      | 25      | +38.234   | 9        |        |
| Ret     | 33  | Brad Binder       | Red Bull KTM Factory Racing  | KTM         | 11      | Caída     | 11       |        |
| Ret     | 23  | Enea Bastianini   | Avintia Esponsorama          | Ducati      | 11      | Retirado  | 15       |        |
| Ret     | 73  | Álex Márquez      | LCR Honda IDEMITSU           | Honda       | 0       | Caída     | 20       |        |
| 1.      |     |                   |                              |             |         |           |          |        |
| Fuente: |     |                   |                              |             |         |           |          |        |

### Resultados Moto2
| Pos.    | N.º | Piloto                | Constructor | Vueltas | Tiempo    | Parrilla | Puntos |
| ------- | --- | --------------------- | ----------- | ------- | --------- | -------- | ------ |
| 1       | 21  | Fabio Di Giannantonio | Kalex       | 23      | 39:07.396 | 2        | 25     |
| 2       | 72  | Marco Bezzecchi       | Kalex       | 23      | +1.722    | 3        | 20     |
| 3       | 22  | Sam Lowes             | Kalex       | 23      | +2.229    | 5        | 16     |
| 4       | 87  | Remy Gardner          | Kalex       | 23      | +3.019    | 1        | 13     |
| 5       | 25  | Raúl Fernández        | Kalex       | 23      | +8.571    | 4        | 11     |
| 6       | 97  | Xavi Vierge           | Kalex       | 23      | +12.181   | 6        | 10     |
| 7       | 79  | Ai Ogura              | Kalex       | 23      | +12.313   | 9        | 9      |
| 8       | 16  | Joe Roberts           | Kalex       | 23      | +12.523   | 8        | 8      |
| 9       | 44  | Arón Canet            | Boscoscuro  | 23      | +14.407   | 10       | 7      |
| 10      | 23  | Marcel Schrötter      | Kalex       | 23      | +17.152   | 17       | 6      |
| 11      | 42  | Marcos Ramírez        | Kalex       | 23      | +18.071   | 13       | 5      |
| 12      | 9   | Jorge Navarro         | Boscoscuro  | 23      | +18.720   | 11       | 4      |
| 13      | 62  | Stefano Manzi         | Kalex       | 23      | +25.775   | 18       | 3      |
| 14      | 64  | Bo Bendsneyder        | Kalex       | 23      | +27.326   | 14       | 2      |
| 15      | 7   | Lorenzo Baldassarri   | MV Agusta   | 23      | +25.896   | 20       | 1      |
| 16      | 19  | Lorenzo Dalla Porta   | Kalex       | 23      | +31.359   | 22       |        |
| 17      | 55  | Hafizh Syahrin        | NTS         | 23      | +35.845   | 27       |        |
| 18      | 13  | Celestino Vietti      | Kalex       | 23      | +36.433   | 28       |        |
| 19      | 12  | Thomas Lüthi          | Kalex       | 23      | +38.197   | 25       |        |
| 20      | 5   | Yari Montella         | Boscoscuro  | 23      | +39.789   | 26       |        |
| 21      | 14  | Tony Arbolino         | Kalex       | 23      | +40.083   | 23       |        |
| 22      | 32  | Taiga Hada            | NTS         | 23      | +1:02.980 | 29       |        |
| 23      | 10  | Tommaso Marcon        | MV Agusta   | 23      | +1:20.544 | 30       |        |
| Ret     | 6   | Cameron Beaubier      | Kalex       | 22      | Caída     | 15       |        |
| Ret     | 24  | Simone Corsi          | MV Agusta   | 13      | Caída     | 24       |        |
| Ret     | 75  | Albert Arenas         | Boscoscuro  | 11      | Caída     | 16       |        |
| Ret     | 40  | Héctor Garzó          | Kalex       | 5       | Caída     | 19       |        |
| Ret     | 35  | Somkiat Chantra       | Kalex       | 3       | Caída     | 21       |        |
| Ret     | 37  | Augusto Fernández     | Kalex       | 2       | Caída     | 7        |        |
| Ret     | 11  | Nicolò Bulega         | Kalex       | 2       | Caída     | 12       |        |
| DNS     | 96  | Jake Dixon            | Kalex       |         | No corrió |          |        |
| 1.      |     |                       |             |         |           |          |        |
| Fuente: |     |                       |             |         |           |          |        |

### Resultados Moto3
| Pos.    | N.º | Piloto             | Constructor | Vueltas | Tiempo    | Parrilla | Puntos |
| ------- | --- | ------------------ | ----------- | ------- | --------- | -------- | ------ |
| 1       | 37  | Pedro Acosta       | KTM         | 22      | 39:22.266 | 13       | 25     |
| 2       | 55  | Romano Fenati      | Husqvarna   | 22      | +0.417    | 5        | 20     |
| 3       | 52  | Jeremy Alcoba      | Honda       | 22      | +0.527    | 2        | 16     |
| 4       | 16  | Andrea Migno       | Honda       | 22      | +0.548    | 3        | 13     |
| 5       | 71  | Ayumu Sasaki       | KTM         | 22      | +0.971    | 8        | 11     |
| 6       | 99  | Carlos Tatay       | KTM         | 22      | +0.997    | 16       | 10     |
| 7       | 50  | Jason Dupasquier   | KTM         | 22      | +1.043    | 14       | 9      |
| 8       | 23  | Niccolò Antonelli  | KTM         | 22      | +1.144    | 9        | 8      |
| 9       | 43  | Xavier Artigas     | Honda       | 22      | +1.383    | 17       | 7      |
| 10      | 6   | Ryusei Yamanaka    | KTM         | 22      | +1.596    | 19       | 6      |
| 11      | 28  | Izan Guevara       | Gas Gas     | 22      | +3.986    | 11       | 5      |
| 12      | 12  | Filip Salač        | Honda       | 22      | +4.389    | 12       | 4      |
| 13      | 11  | Sergio García      | Gas Gas     | 22      | +5.191    | 21       | 3      |
| 14      | 92  | Yuki Kunii         | Honda       | 22      | +7.204    | 18       | 2      |
| 15      | 82  | Stefano Nepa       | KTM         | 22      | +8.194    | 25       | 1      |
| 16      | 27  | Kaito Toba         | KTM         | 22      | +12.822   | 26       |        |
| 17      | 54  | Riccardo Rossi     | KTM         | 22      | +12.869   | 24       |        |
| 18      | 19  | Andi Farid Izdihar | Honda       | 22      | +12.990   | 20       |        |
| 19      | 73  | Maximilian Kofler  | KTM         | 22      | +17.318   | 27       |        |
| 20      | 53  | Deniz Öncü         | KTM         | 22      | +18.162   | 10       |        |
| 21      | 5   | Jaume Masiá        | KTM         | 22      | +19.439   | 15       |        |
| 22      | 40  | Darryn Binder      | Honda       | 22      | +25.337   | 7        |        |
| 23      | 20  | Lorenzo Fellon     | Honda       | 22      | +32.323   | 28       |        |
| 24      | 31  | Adrián Fernández   | Husqvarna   | 22      | +46.228   | 22       |        |
| Ret     | 7   | Dennis Foggia      | Honda       | 19      | Caída     | 23       |        |
| Ret     | 24  | Tatsuki Suzuki     | Honda       | 12      | Retirado  | 1        |        |
| Ret     | 2   | Gabriel Rodrigo    | Honda       | 4       | Caída     | 4        |        |
| Ret     | 17  | John McPhee        | Honda       | 0       | Caída     | 6        |        |
| 1.      |     |                    |             |         |           |          |        |
| Fuente: |     |                    |             |         |           |          |        |

### Resultados MotoE
| Pos.    | N.º | Piloto             | Constructor | Vueltas | Tiempo    | Parrilla | Puntos |
| ------- | --- | ------------------ | ----------- | ------- | --------- | -------- | ------ |
| 1       | 61  | Alessandro Zaccone | Energica    | 8       | 14:33.776 | 5        | 25     |
| 2       | 77  | Dominique Aegerter | Energica    | 8       | +0.419    | 4        | 20     |
| 3       | 40  | Jordi Torres       | Energica    | 8       | +0.614    | 6        | 16     |
| 4       | 27  | Mattia Casadei     | Energica    | 8       | +4.273    | 7        | 13     |
| 5       | 71  | Miquel Pons        | Energica    | 8       | +6.105    | 10       | 11     |
| 6       | 11  | Matteo Ferrari     | Energica    | 8       | +6.704    | 18       | 10     |
| 7       | 78  | Hikari Okubo       | Energica    | 8       | +8.574    | 11       | 9      |
| 8       | 9   | Andrea Mantovani   | Energica    | 8       | +10.734   | 12       | 8      |
| 9       | 6   | María Herrera      | Energica    | 8       | +11.322   | 9        | 7      |
| 10      | 68  | Yonny Hernández    | Energica    | 8       | +11.438   | 14       | 6      |
| 11      | 80  | Jasper Iwema       | Energica    | 8       | +27.858   | 15       | 5      |
| 12      | 14  | André Pires        | Energica    | 8       | +28.027   | 17       | 4      |
| 13      | 51  | Eric Granado       | Energica    | 8       | +55.429   | 1        | 3      |
| 14      | 21  | Kevin Zannoni      | Energica    | 7       | +1 vuelta | 16       | 2      |
| Ret     | 18  | Xavier Cardelús    | Energica    | 3       | Caída     | 8        |        |
| Ret     | 3   | Lukas Tulovic      | Energica    | 1       | Caída     | 2        |        |
| Ret     | 54  | Fermín Aldeguer    | Energica    | 1       | Caída     | 3        |        |
| Ret     | 19  | Corentin Perolari  | Energica    | 0       | Caída     | 13       |        |
|         |     |                    |             |         |           |          |        |
| Fuente: |     |                    |             |         |           |          |        |